# كلير كوان
كلير كوان (18 سبتمبر 1981 - ) (بالإنجليزية: Claire Cowan)‏ هي لاعبة كريكت جنوب أفريقية.

## وصلات خارجية
- كلير كوان على موقع إي آس بي آن كريك إنفو (الإنجليزية)